# Il libro del drago
Il libro del drago (Endymion Spring) è un libro fantasy scritto da Matthew Skelton e pubblicato nel 2006 a Londra da Penguin Books. È stato più volte ristampato e tradotto in più di dieci lingue. In italiano stato pubblicato da Arnoldo Mondadori Editore. 
Questo testo ha un fondamento storico in quanto parte del romanzo e dei personaggi sono realmente esistiti, e una parte del testo si svolge nel 1453, a Magonza, dove Johannes Gutenberg sta perfezionando la macchina per stampare la Bibbia. 

## Trama
Blake, un ragazzo dodicenne, e sua sorella, chiamata Papera, trovano un misterioso libro completamente bianco in una biblioteca di Oxford. Sembra quasi che sia stato proprio il libro stesso a richiamare la sua attenzione, come se avesse una propria volontà. L'obiettivo di Blake, sarà di strappare da mani pericolose un libro che racchiude tutta la conoscenza dell'universo.

## Edizioni
- Matthew Skelton, Il libro del drago, traduzione di F. Parrachini, prima ed., Arnoldo Mondadori Editore, 2006,  p. 362, ISBN 978-88-04-55497-4.